# Prawo kanoniczne
Prawo kanoniczne (łac. Ius canonicum) a. prawo kościelne – w Kościołach chrześcijańskich różnych tradycji system norm prawnych określających funkcjonowanie poszczególnych Kościołów, prawa i obowiązki poszczególnych członków (duchownych i świeckich), sposób zarządzania Kościołem, jego strukturę, przestępstwa i kary za nie oraz elementarne przepisy liturgiczne.
Nazwa pochodzi od podstawowej jednostki redakcyjnej kościelnych aktów prawnych – kanonu. Pierwotnie to właśnie zbiory kanonów (canones) tworzyły prawo kanoniczne – choć były i są stosowane również inne formy redakcji przepisów. Dla odróżnienia dwóch porządków prawnych – świeckiego i kościelnego – przepisy świeckie nazywano nomoi (gr. νομοι). Kanon (łac. canon) to wyraz pochodzenia greckiego (κανονες) oznaczający dosłownie sznur ciesielski, a w przenośni prawidło, wzorzec – normę.
Prawo kanoniczne oznacza też dyscyplinę, której przedmiotem są normy należące do systemu prawa kanonicznego, określaną również jako kanonistyka.

## Źródła prawa kanonicznego

### Źródła prawa powszechnego
Prawo obowiązujące w kościele powszechnym.

#### Prawo stanowione przez Kościół
- stanowi je papież – prawo papieskie
- stanowi je sobór – kolegium biskupów – prawo soborowe
- stanowione przez dykasterię kurii rzymskiej – ius constitutum

### Źródła prawa partykularnego
Prawo obowiązujące w kościele partykularnym, np.:
- statuty synodalne,
- księgi kościelne.

## Historia źródeł prawa kanonicznego Kościoła katolickiego

### Dekret Gracjana i dekretyści
W 1140 roku boloński mnich Gracjan dokonał systematyzacji i ujednolicenia przepisów prawa kanonicznego. Gracjan miał wybitnych poprzedników. W VII wieku Izydor z Sewilli stworzył uporządkowany tematycznie zbiór nazywany hispaną. Przed nim, w 1010 roku, dokonał podobnej systematyzacji Burchard z Wormacji, a w 1090 Iwon z Chartres.
Dopiero jednak dzieło Gracjana – zwane Dekretem Gracjana (Decretum Gratiani) porządkujące ustawy soborowe poczynając od ustaw soboru nicejskiego z 325 roku – zyskało powszechny autorytet. Studiowali je dekretyści, wśród nich Paucapalea i Jan Teutonicus.

### Dekretaliści
W niedługim czasie po ukazaniu się Dekretu Gracjana zaszła potrzeba zgromadzenia nowego materiału prawnego, którego dostarczyły sobory laterańskie w 1179 (III) i 1215 (IV) r. oraz ustawodawstwa papieży Aleksandra III (1159–1181) i Innocentego III (1198–1216). Ponadto zwrócono uwagę, iż wiele dawnych dekretałów nie znalazło się w Dekrecie Gracjana. Stąd zaczęto tworzyć nowe zbiory prawa kościelnego. Było ich wiele. Pięć z nich przyjęła szkoła bolońska i objaśniała na równi z Dekretem Gracjana. Nazywano je Compilationes, a po ukazaniu się nowej kompilacji Grzegorza IX – Compilationes antiquae. W jednym z powstałych wówczas zbiorów prywatnych – autorstwa Bernarda z Pawii – po raz pierwszy zastosowano schemat: iudex (o jurysdykcji kościelnej), iudicium (prawo procesowe z wyjątkiem karnego), clerus (prawo osobowe), connubia (prawo małżeńskie), crimen (prawo karne).

### PowstanieCorpus Iuris Canonici
Na soborze trydenckim powołano specjalną komisję, która opracowała poszczególne zbiory prawa kanonicznego, nadając im jednolity układ. Tekst – pod nazwą Corpus Iuris Canonici – został zatwierdzony w 1580 roku przez papieża Grzegorza XIII, a obejmował: Dekret Gracjana, Liber extra – Dekretały papieża Grzegorza IX z 1234 roku, Liber sextus – zbiór dekretałów papieża Bonifacego VIII z 1298, Clementinae – nieukończony zbiór dekretałów papieża Klemensa V z lat 1314 i 1317, Extravagantes communes oraz Extravagantes Joannis Papae XXII – prywatne kompilacje dekretałów z XIV–XV wieku.

### Współczesne kodyfikacje
W XX w. Kościół katolicki dokonał odnowy swojego prawa. Pierwszą nowoczesną kodyfikacją był kodeks prawa kanonicznego z 1917. Prace nad tym kodeksem rozpoczęła w 1904 roku komisja ds. projektu nowego prawa kanonicznego powołana przez papieża Piusa X. Kodeks został promulgowany przez papieża Benedykta XV. Kodeks składał się z pięciu ksiąg, których układ oparty był na schemacie instytucji Justyniana (Iudex, Iudicium, Clerus, Conubia, Crimen). Zamiar reformy prawa kanonicznego ogłosił w początkach swojego pontyfikatu w 1959 roku papież Jan XXIII. Jednakże komisja do reformy prawa kanonicznego została powołana dopiero w 1963 roku, po rozpoczęciu II soboru watykańskiego. Nowy Kodeks prawa kanonicznego został promulgowany 25 stycznia 1983 roku przez papieża Jana Pawła II. Kodeks składa się z 7 ksiąg:
- Księga I. Normy ogólne,
- Księga II. Lud Boży,
- Księga III. Nauczycielskie zadanie Kościoła,
- Księga IV. Uświęcające zadanie Kościoła,
- Księga V. Dobra doczesne Kościoła,
- Księga VI. Sankcje w Kościele,
- Księga VII. Procesy.

W I poł. XX w. podjęto również prace nad kodyfikacją prawa kanonicznego katolickich Kościołów wschodnich, które początkowo przyniosły tylko częściowe regulacje (np. prawo małżeńskie zostało ogłoszone w 1949). Ostatecznie kodeks kanonów Kościołów wschodnich został promulgowany dopiero w 1990.
Kodeksy nie są jedynymi źródłami prawa kanonicznego. Zaś Kodeks z 1983 roku nie ma charakteru ekskluzywnego.

## Wydziały prawa kanonicznego na uczelniach w Polsce
W Polsce w 2015 istniały trzy wydziały prawa kanonicznego Kościoła Katolickiego. Są to:
- Wydział Prawa, Prawa Kanonicznego i Administracji Katolickiego Uniwersytetu Lubelskiego Jana Pawła II
- Wydział Prawa Kanonicznego Uniwersytetu Kardynała Stefana Wyszyńskiego w Warszawie
- Wydział Prawa Kanonicznego Uniwersytetu Papieskiego Jana Pawła II w Krakowie.

Wszystkie trzy wydziały posiadają uprawnienia do nadawania stopni naukowych w zakresie prawa kanonicznego.

## Studia w zakresie prawa kanonicznego w Polsce
Prawo kanoniczne jako kierunek studiów nauczane jest w Polsce na trzech wydziałach prawa kanonicznego. 

## Katedry prawa kanonicznego poza wydziałami prawa kanonicznego w Polsce
Na wielu polskich uczelniach, pomijając trzy wydziały prawa kanonicznego, istnieją katedry prawa kanonicznego (nierzadko jednocześnie będące katedrami prawa wyznaniowego). Są to:
- Katedra Pedagogiki, Katolickiej Nauki Społecznej i Prawa Kanonicznego Wydziału Teologicznego Uniwersytetu Mikołaja Kopernika w Toruniu (kierownik: ks. prof. dr hab. Wojciech Cichosz)
- Katedra Prawa Kanonicznego Papieskiego Wydziału Teologicznego w Warszawie Sekcja św. Jana Chrzciciela (kierownik: b.d.)
- Katedra Prawa Kanonicznego Wydziału Teologicznego Uniwersytetu Opolskiego (p.o. kierownika: ks. dr Grzegorz Gura)
- Katedra Prawa Kanonicznego Wydziału Teologicznego Uniwersytetu Szczecińskiego (kierownik: ks. dr hab. Kazimierz Dullak prof. US)
- Katedra Prawa Kanonicznego i Ekumenizmu Wydziału Teologicznego Uniwersytetu Śląskiego (kierownik: ks. dr hab. Andrzej Pastwa prof. UŚl)
- Katedra Prawa Kanonicznego i Wyznaniowego Papieskiego Wydziału Teologicznego we Wrocławiu (kierownik: ks. prof. zw. dr hab. Wiesław Wenz)
- Katedra Filozofii i Prawa Kanonicznego Wydziału Teologii Uniwersytetu Warmińsko-Mazurskiego (kierownik: ks. prof. dr hab. Lucjan Świto)
- Katedra Prawa Wyznaniowego i Kanonicznego Wydziału Teologicznego Chrześcijańskiej Akademii Teologicznej w Warszawie (p.o. kierownika: bp prof. zw. dr hab. Wiktor Wysoczański)
- Katedra Teologii Pastoralnej i Prawa Kanonicznego Wydziału Teologicznego Uniwersytetu im. Adama Mickiewicza w Poznaniu (kierownik (kurator): ks. prof. dr hab. Jan Szpet)
- Zakład Prawa Kanonicznego Wydziału Prawa i Administracji Uniwersytetu Łódzkiego (kierownik: ks. prof. zw. dr hab. Grzegorz Leszczyński)
- Zakład Prawa Kościelnego i Wyznaniowego Wydziału Prawa i Administracji Uniwersytetu Jagiellońskiego (kierownik: prof. zw. dr hab. Wacław Uruszczak).